# 이완구 (만주보민회)
이완구(李完求, ? ~ ?)는 일제강점기에 만주보민회에서 활동했던 인물이다.

## 생애
한일 병합 조약 체결 전에 이미 남만주 지역에 이주해 있었고, 1907년경 지안 현에서 일진회 간부로 활동했다는 것 외에는 신상에 대해 알려진 바가 적은 편이다. 1916년에는 지린성 지안의 조선인회 회장에 오른 이 지역의 실력자였다.
3·1 운동 이후 독립운동의 열기가 만주 지역으로 파급되자, 일본의 경찰력이 미치지 않는 남만주를 중심으로 만주보민회라는 외곽 단체가 1922년에 설립되었다. 이완구는 만주보민회 집안지부의 회장을 맡았다.
만주보민회는 정탐 활동과 선전 활동을 겸하면서 독립운동을 방해하는 것이 목적이었다. 이때문에 독립운동 단체로부터 많은 원한을 샀다. 대한민국 임시정부의 《독립신문》은 1923년에 일제에 협조하는 조선인들 때문에 독립운동가들이 목숨을 잃는 일이 흔함을 통탄하고, "적의 정탐과 적의 관리는 왜적보다 죄가 중하다"면서 이완구를 남만주 일대 밀정의 수괴로 적시했다. 《독립신문》은 독립군을 무수히 체포한 이완구가 자신의 아들까지 밀정으로 삼아 독립군 주둔지에 파견했다고 기록하기도 했다.
1922년경 만주보민회 조직 사업을 위해 이완구가 봉천으로 나가 활동하자, 통의부 계열의 독립운동 조직에서는 그의 자택을 급습하여 아들 한 명을 사살했다. 일본 외무성의 한 기록에는 이완구가 독립운동 조직에 자녀 2명을 잃고도 의연하게 활동했다고 적혀 있다. 또다른 기록에는 친아들 3명 중 한 명은 총살 당하고 나머지 두 명 역시 납치당해 살해되었을 가능성이 높음에도 위대한 공적을 세웠다고 되어 있다.
이완구는 자신의 아들이 사살된 사건으로 인해 복수를 결심하고 기회가 있을 때마다 무장 항일 세력의 토벌을 제안하는 등 적극적인 모습을 보였다. 각지에 조사원을 파견하여 독립운동 단체에 대한 정보를 수집하고 일본 측에 제공한 공도 컸다. 이러한 공으로 1924년에 만주보민회가 해체될 때 해산분배금 300원을 받았다. 1925년에도 안동조선인회라는 조선인 단체의 집안현지부에서 지부장을 맡아 일제에 협력했다.

## 사후
- 2007년 대한민국 친일반민족행위진상규명위원회가 만주보민회 관련 기록을 발굴하여 친일반민족행위 195인 명단에 포함시켰다.
- 2008년 발표된 민족문제연구소의 친일인명사전 수록예정자 명단에도 들어 있다.

## 같이 보기
- 일진회
- 만주보민회

## 참고자료
- 친일반민족행위진상규명위원회 (2007년 12월). 〈이완구〉 (PDF). 《2007년도 조사보고서 II - 친일반민족행위결정이유서》. 서울. 2212~2219쪽. 발간등록번호 11-1560010-0000002-10. [깨진 링크(과거 내용 찾기)]